# 范学德
范学德，50年代出生在中国大陆。19岁入党，1978年考入吉林大学哲学系，1985年考入中共中央党校，获硕士学位。在中共辽宁省委党校教授哲学多年后，于1991年秋来到美国。在教会中与基督徒激烈辩论信仰三年半后，于1995年年初信耶稣，成为基督徒，一年后到慕迪圣经学院读研究院。毕业后他经常在北美、欧洲、澳洲等地布道，其它时间从事写作，出版了《我为什么不愿成为基督徒》、《心的呼唤》、《梦中山河——红小兵忏悔录》、《活在美国》和《细节中的文明——寻找美国的灵魂》等十多本书。

## 著作
- 《我为什么不愿意成为基督徒〉 （页面存档备份，存于）
- 《心的呼唤》 （页面存档备份，存于）
- 《我愿意成为基督徒》 （页面存档备份，存于）
- 《梦中山河——红小兵忏悔录》 （页面存档备份，存于）